# Gyakori szitakötő
A gyakori szitakötő (Sympetrum striolatum) a laposhasú acsafélék családjába tartozó, Európától egészen a Távol-Keletig előforduló, elterjedt szitakötőfaj.

## Megjelenése
A gyakori szitakötő testhossza 38–43 mm. Szemei felül barnák, alul fakókék-fakózöldek. A homlokon közvetlenül a szemeknél fekete sáv látható, amely a szem színváltási zónájáig húzódik. A lábak feketék, keskeny hosszanti sárga csíkokkal. A kifejlett hímek színe piros-narancspiros, mind a potrohon, mind a toron; ez az idős egyedeken barnává sötétül. A tor oldalán két széles halványsárga sáv figyelhető meg. A potroh 8-9. szelvényén oldalt két kis, hosszúkás, fekete folt található.
A nőstények és a fiatal hímek sárgák-sárgásbarnák. A tor halványsárga sávjai a nőstényeken is láthatóak.
Nagyon hasonlít hozzá a szintén nagyon elterjedt közönséges szitakötő (Sympetrum vulgatum), de annak homlokán a fekete sáv a szem alsó, halvány zónájába is beleér és a tor oldala egyöntetűen piros-vörösbarna (ill. halványsárga a nőstényeknél). Összetéveszthető az alföldi szitakötővel (Sympetrum sanguineum) is, ám ott a hím potroha középtájt láthatóan elkarcsúsodik, míg a gyakori szitakötő esetében a potroh többé-kevésbé egyforma szélességű. Az alföldi szitakötő lábai teljesen feketék és a hím színe és mélyebb piros.
Alfajai:
- S. striolatum striolatum Európa, Mediterráneum
- S. striolatum doshidordzii, Mongólia, Burjátia
- S. sriolatum imitoides orosz Távol-Kelet, Kuril-szigetek, Mandzsúria, Koreai-félsziget
- S. striolatum kurile Kuril-szigetek
- S. striolatum pallidum Kazahsztán

## Elterjedése
Európától Közép-Ázsián keresztül egészen Kelet-Szibériáig és Japánig előfordul. Európában Észak-Skandinávia kivételével mindenütt honos és előfordul a Földközi-tenger észak-afrikai partvidékén is. Magyarországon az egész országban megtalálható, közönséges szitakötőfaj.

## Életmódja
Lárvája sekély, gyorsan átmelegedő, kisebb tavakban, holtágakban fordul elő. Júniusban kezdenek átalakulni imágókká, amelyek igen sokáig, októberig, vagy meleg őszökön novemberig is repülnek. A víztől távolabb is megtalálhatóak (különösen a nőstények), és csak párzáskor térnek vissza. A párzás ún. tandem formációban történik, majd kb. húsz perccel utána a nőstény a vízbe, vagy a vízparti nedves iszapba lerakja néhány száz, egyenként körülbelül fél milliméter hosszú petéjét. A lárvák 3-4 hónap alatt fejlődnek imágóvá, meleg vidékeken évi két generáció is felnőhet.
Magyarországon nem védett. 

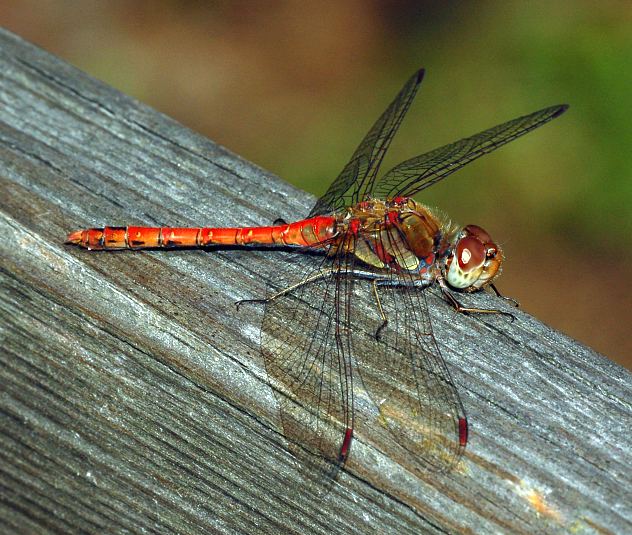
Hím gyakori szitakötő
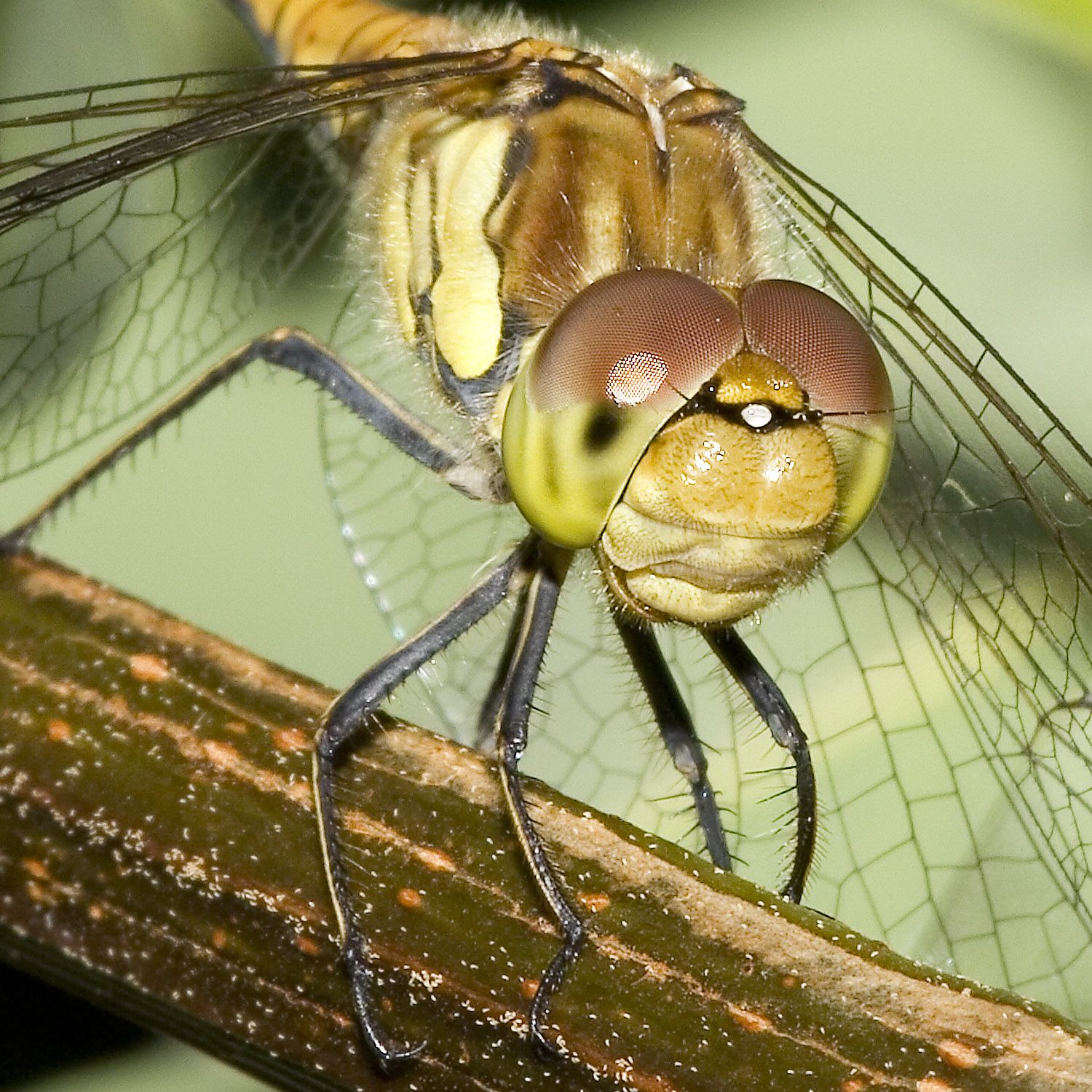
A fekete homlokcsík a szem barna részéig húzódik
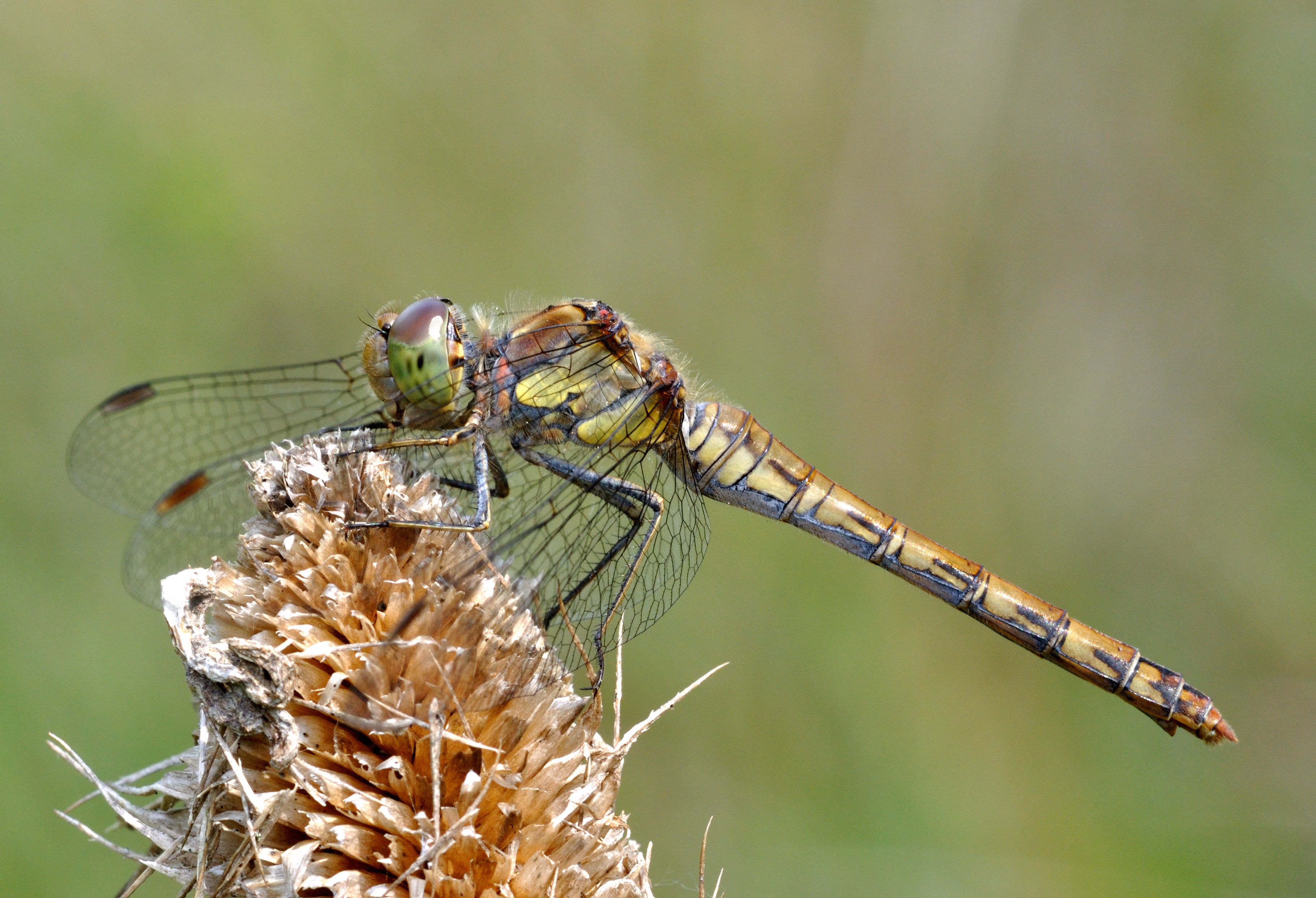
Nőstény példány
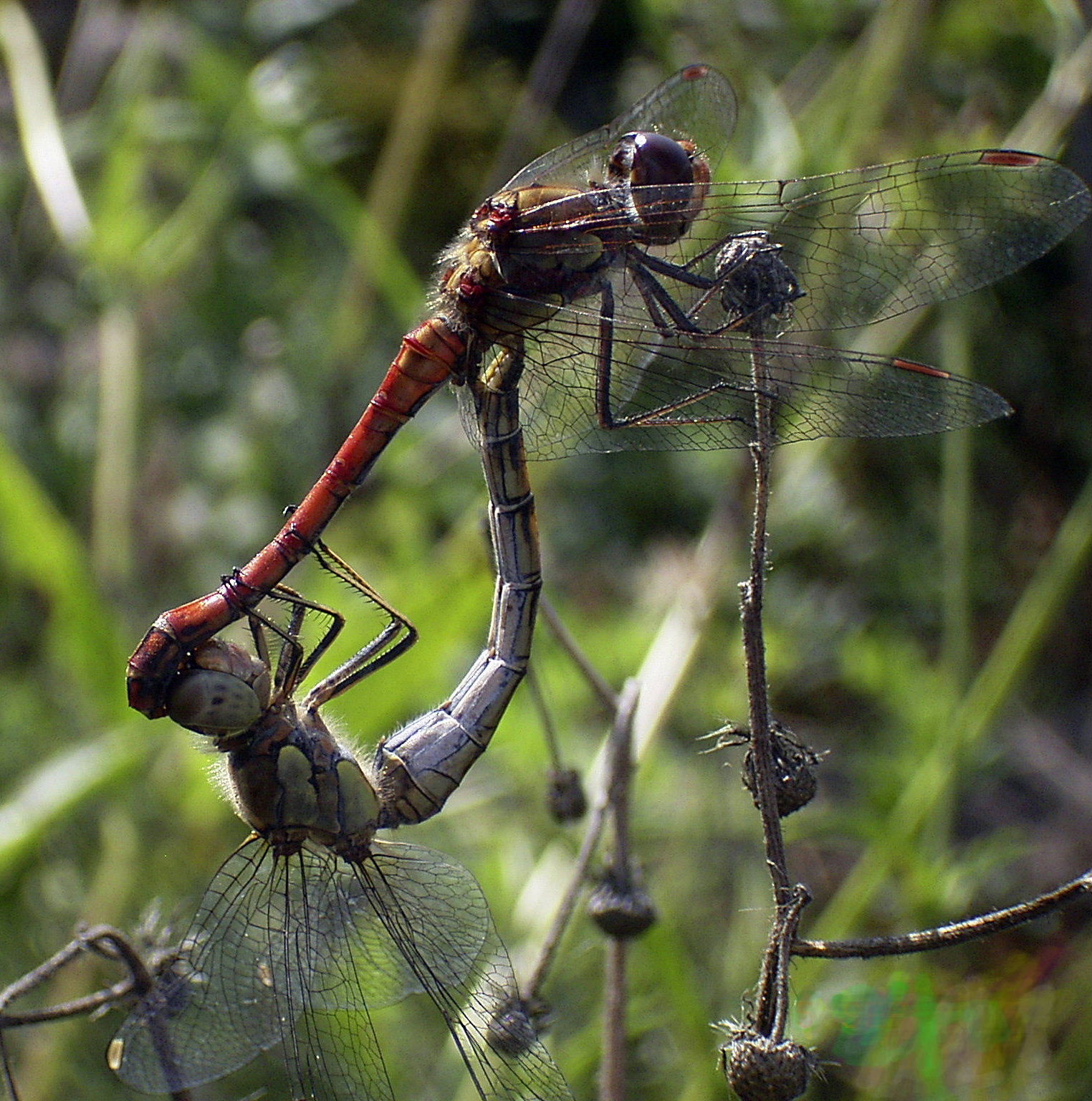
Párzó szitakötők